# Франсуа, Анж
Анж Франсуа (фр. Ange François; 1800, Брюссель, — 1872) — бельгийский художник, портретист, автор картин на исторические и религиозные сюжеты. Сын художника Пьера Жозефа Селестена Франсуа (фр. Pierre Joseph Célestin François), в ателье которого и обучался до поступления в Академию изящных искусств в Брюсселе.
Большая часть созданного Анжем Франсуа утрачена. Представление о некоторых его картинах можно получить по сохранившимся литографиям. Начиная с 1830-х в творчестве Франсуа становится заметно влияние голландской школы XVII века.

## Избранные полотна
- 1836—1837. Цикл картин «Страсти Христовы» для ц. св. Антония Падуанского в Шарлеруа: «Тайная вечеря», «Моление о чаше», «Поцелуй Иуды», «Ecce Homo» и «Пилат представляет Иисуса и Варавву»[3].
- 1845. Поэт Карл Орлеанский[4].
- Около 1846 года. Портрет семьи Эже.

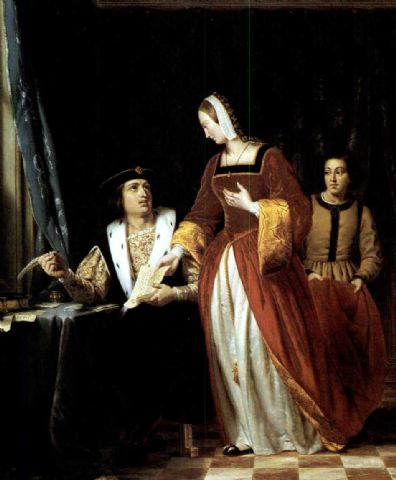
Поэт Карл Орлеанский
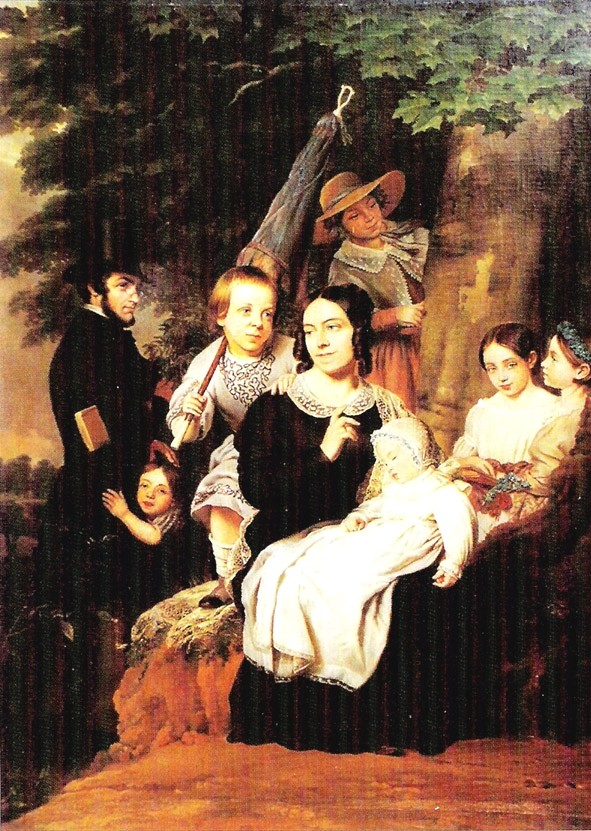
Семья Эже около 1846 года[5].
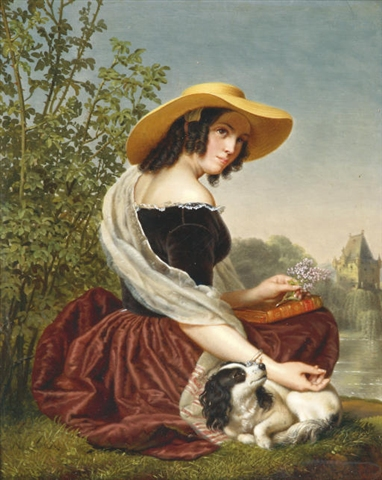
Приятные воспоминания [6].